# Cabo Blanco (Mauritania)
El cabo Blanco (en árabe: رأس نواذيبو‎ rā's Nwāḏībū, en francés: cap Blanc) es un accidente geográfico situado en la costa atlántica del norte de África, en la frontera entre Mauritania y el Sáhara Occidental, situado aproximadamente a 21° de latitud norte. El cabo da también su nombre a la península de unos 65 kilómetros de longitud en cuyo extremo sur se sitúa el cabo. La bahía situada entre el continente y la península de cabo Blanco se denomina bahía de Lévrier o de Nuadibú.

## Historia
El cabo Blanco debe su nombre a los peñascos blancos que fueron avistados por su descubridor en 1441. No existen dudas acerca de la nacionalidad de su descubridor (portuguesa), ni en cuanto al año. Hay controversias, sin embargo, en lo relativo a su nombre. Así, según Gomes Eanes de Zurara, en su Crónica de la Conquista y Descubrimiento de Guinea (en portugués: Crónica da Conquista e Descobrimento da Guiné), habría sido el navegante Nuno Tristão el primer europeo en avistar el cabo. Para Diogo Gomes, en la Relação do Descobrimento da Guiné, los descubridores habrían sido Gonçalo de Sintra y Dinis Dias. Hay otra teoría más, que vincula a Antão Gonçalves con el descubrimiento. El historiador Vitorino Magalhães Godinho propuso que Nuno Tristão apenas habría avistado el cabo, pero la tarea de desembarcar en él y comenzar su exploración habría sido efectuada por los dos últimos navegantes, en una expedición posterior, llevada a cabo todavía en el mismo año o, quizá, a comienzos de 1442.
España reclamó originalmente los territorios situados entre las latitudes 20° 51' N (cabo Blanco) a 26° 8' N (cabo Bojador) en 1885. Más tarde Francia reclamaría también el Sáhara Occidental. Finalmente los límites entre las posesiones francesas en el norte de África y el Sáhara español fueron acordadas en una convención franco-española que tuvo lugar en 1900.
Actualmente la península del cabo Blanco está dividida entre Mauritania y el Sáhara Occidental. En el lado occidental, de ocupación saharaui, está la ciudad, actualmente abandonada, de La Güera. En el lado oriental, mauritano, a poco más de un kilómetro de la frontera se encuentra Nuadibú (Port Etienne durante la colonia francesa).

## Refugio de la foca monje
En la península de cabo Blanco subsiste la última gran colonia de foca monje del Mediterráneo (Monachus monachus) con un total de unos 280 ejemplares. La foca monje se considera una especie en peligro de extinción con menos de 600 individuos dispersos por el mar Mediterráneo, Madeira y la península de cabo Blanco.